# Indiana
Indiana (englisch Indianaⓘ [ˌɪndiˈænə]) ist ein Bundesstaat im Mittleren Westen und der Great Lakes Region der Vereinigten Staaten von Amerika. Er grenzt im Nordwesten an den Michigansee, im Norden und Nordosten an Michigan, im Osten an Ohio, im Süden und Südosten an den Ohio River und Kentucky und im Westen an den Wabash River und Illinois. Indiana wird auch „Hoosier State“ genannt und ist flächenmäßig der 38. und bevölkerungsmäßig mit knapp 7 Millionen Einwohnern der 17. größte der 50 Bundesstaaten. Seine Hauptstadt und mit Abstand größte Stadt ist Indianapolis im Zentrum des Staates, weitere bedeutende Städte sind Fort Wayne, Evansville und South Bend. 
Indiana ist Teil der Central Lowlands und Interior Low Plateaus und entsprechend von flachem Terrain ohne große Höhenunterschiede geprägt. Der Norden und die zentralen Teile bestehen aus eiszeitlich geprägtem Flachland mit fruchtbarem Boden, der intensiv landwirtschaftlich genutzt wird. Im Nordwesten gibt es Sanddünen, teils bis zu 60 m hoch, vor allem im Indiana Dunes Nationalpark am Michigansee. Der Süden ist vergleichsweise hügelig und von größeren Waldflächen bedeckt.
Das heutige Indiana (= Land der Indianer) war ab 1787 zunächst Teil des Nordwestterritoriums, aus dem später das Indiana-Territorium herausgeschnitten, und welches im Laufe der Zeit auf die Fläche der heutigen Grenzen Indianas reduziert wurde. Am 11. Dezember 1816 wurde dieses Gebiet als 19. Staat in die Union aufgenommen. Der Widerstand der Ureinwohner gegen die amerikanische Besiedlung wurde zuvor mit der Niederlage der Tecumseh-Konföderation im Jahr 1813 gebrochen. Bei den neuen Siedlern handelte es sich hauptsächlich um Amerikaner britischer Abstammung von der Ostküste und aus dem Upland South jenseits des Ohio Rivers sowie um Deutsche. Nach dem Bürgerkrieg, in dem der Staat für die Union kämpfte, zogen die lokalen Erdgasvorkommen die Schwerindustrie und neue europäische Einwanderer zunächst in die nördlichen Regionen Indianas. In der ersten Hälfte des 20. Jahrhunderts erlebte der Bundesstaat einen Boom in der Warenherstellung und der Automobilproduktion, die auch heute noch das Rückgrat der Wirtschaft ausmachen. Der Süden Indianas blieb weitgehend ländlich geprägt. Nach dem Aufstieg und Fall des Ku-Klux-Klans in den 1920er Jahren wechselte der Staat in den 1930er Jahren im Zuge des New Deal politisch von der Republikanischen zur Demokratischen Partei. Heute gilt Indiana, das seit Jahrzehnten immer wieder republikanische Mehrheiten stellt, wieder als „Red State“.
Die Einwohner von Indiana werden als Hoosier bezeichnet, und der Spitzname des Staates lautet „Hoosier State“. Die Herkunft dieses Wortes ist umstritten, aber die führende Theorie, die vom Indiana Historical Bureau und der Indiana Historical Society vertreten wird, geht von einem Ursprung in Virginia, Kentucky, den Carolinas und Tennessee (dem Upland South) als Bezeichnung für einen Hinterwäldler, einen rauen Landbewohner oder einen Landstreicher aus.
Indiana verfügt heute über eine vielfältige Wirtschaft mit einem Bruttosozialprodukt von 404,3 Milliarden Dollar im Jahr 2023. Indianapolis ist mit über zwei Millionen Einwohnern das Zentrum der größten Metropolregion des Bundesstaates und ein landesweit bedeutender Verkehrsknotenpunkt, sowie Sitz von bekannten Fortune 500 Unternehmen wie der Krankenversicherung Elevance Health, dem Pharmaunternehmen Eli Lilly oder dem Pestizid-Hersteller Corteva. Der Nordwesten Indianas rund um die Stadt Gary im Großraum Chicago gilt als Zentrum der US-Stahlindustrie. Für die Autoindustrie spielt Indiana eine große Rolle für die Produktion von Motoren, Getrieben und Antriebskomponenten, sowie als US-Werksstandort insbesondere von asiatischen Autoherstellern. Als Teil des Corn Belts spielt auch der Agrarsektor eine große Rolle. Neben Mais sind Sojabohnen die wichtigsten Nutzpflanzen, die hier im großen Stil angebaut werden.
Neben den großen staatlichen Universitäten wie der Indiana University und Indiana State University besitzt der Bundesstaat auch einige prestigeträchtige Privatuniversitäten wie die Purdue University in West Lafayette und die University of Notre Dame bei South Bend.
Indiana ist die Heimat professioneller Sportmannschaften, darunter die Indianapolis Colts aus der NFL, die Indiana Pacers aus der NBA und die Indiana Fever aus der WNBA. Der Bundesstaat ist auch Austragungsort mehrerer bekannter Sportereignisse, wie dem Indianapolis 500, das auf dem Indianapolis Motor Speedway stattfindet.

## Geographie
Indiana wird im Norden durch den Michigansee und den Bundesstaat Michigan begrenzt, im Osten durch Ohio, im Süden teilt sich Indiana mit Kentucky den Ohio River als Grenzfluss, im Westen liegt Illinois. Höchster Punkt Indianas ist der Hoosier Hill im Wayne County im zentralen Osten Indianas (1.257 ft (ca. 380 m)), niedrigster Punkt mit 320 ft (ca. 100 m) der Zusammenfluss des Wabash River mit dem Ohio River im südwestlichen Posey County. Mit einer durchschnittlichen Höhe von 700 ft (ca. 210 m) zählt Indianas Profil zu den ebenmäßig flachsten der US-Bundesstaaten.
Siehe zur Gliederung die Liste der Countys in Indiana.
Indiana war einer von drei US-Bundesstaaten, in denen zunächst kein Wechsel zur Sommerzeit erfolgte. Ausnahmen hierzu waren die Countys an der Westgrenze zu Illinois (LaPorte, Porter, und Lake Counties im Metropolgebiet von Chicago, sowie Spencer, Warrick, Vanderburgh, Posey und Gibson Counties in der Südwestspitze des Staates im Bereich von Evansville), die der Central Time inkl. Sommerzeit (UTC−6 Central Standard Time/UTC−5 Central Daylight Savings Time) folgten.
Der übrige Teil des Staates blieb das ganze Jahr über auf Eastern Standard Time (UTC−5). Inoffiziell jedoch stellten manche Bewohner in den Grenzgebieten zu Cincinnati, Ohio und Louisville, Kentucky ihre Uhren im Sommer auf UTC−4 (Eastern Daylight Savings Time), besonders wenn sie in diese Bundesstaaten beruflich pendelten. Am 28. April 2005 beschloss die State Legislature Indianas, dass von 2006 an für alle Counties die Sommerzeit gilt.

## Geschichte
Bevor die ersten Europäer nach Indiana kamen, lebten dort Delaware-, Miami-, Potawatomi-, Shawnee- und Wea-Indianer.
1679 betraten französische Forscher aus dem Norden das Land. Ab 1763 wurde das Land von den Briten okkupiert, die es jedoch vorerst kaum nutzten. 1787 wurde Indiana Teil des Nordwestterritoriums. 1800 wurde das Nordwestterritorium auf die Größe des künftigen Bundesstaats Ohio verkleinert, der Rest (inklusive des künftigen Bundesstaats Indiana) wurde ein eigenständiges Territorium mit dem Namen „Indiana-Territorium“. Mit der Schaffung des Michigan-Territoriums 1805 und des Illinois-Territoriums 1809 wurde das Indiana-Territorium auf die Fläche des heutigen Bundesstaates reduziert.
In der Schlacht bei Tippecanoe kämpften 1811 Truppen der Vereinigten Staaten von Amerika unter der Führung des damaligen Gouverneurs William Henry Harrison gegen Tecumsehs indianische Konföderation vor Prophetstown, dem Hauptlager der indianischen Konföderation in der Nähe des heutigen Battle Ground, Indiana. Indiana trat der Union 1816 als 19. Staat bei.
Bereits 1829 entstand die Indiana Colonization Society nach dem Vorbild der American Colonization Society. Beide Organisationen hatten das Ziel, den Afro-Amerikanern eine neue Heimat zu schaffen; in diesem Fall wurde das Indiana-Territorium ausgewählt, da man erwartete, dass die kostspielige Repatriierung nach Liberia in Westafrika nur für einen begrenzten Zeitraum und Personenkreis möglich sein würde. Der heutige US-Bundesstaat Indiana pflegt aus diesem Grund besonders enge Beziehungen zu Liberia.
Indiana blieb im Sezessionskrieg in der Union. Regimenter Indianas nahmen an allen wichtigen Schlachten des Bürgerkriegs teil. Der Staat stellte 208.367 Männer für die Armee der Union in 126 Infanterieregimentern, 26 Artilleriebatterien und 13 Kavallerieregimentern.
In den 1920er Jahren traten etliche Bewohner Indianas der rassistischen Terrororganisation Ku-Klux-Klan bei. Die Enthüllungen des ehemaligen Grand Dragons D.C. Stephenson offenbarten, dass ca. ein Drittel der männlichen Weißen Mitte der 1920er Jahre Mitglied im Klan war. Nach den Enthüllungen kam es zu einer Austrittswelle, von der der Klan sich nie mehr erholte.
Im Rahmen der Industriellen Revolution wurden auch Teile Indianas industrialisiert. In diesem Zusammenhang wurden Gewerkschaften gegründet und die Frauenwahlrechtsbewegung verbreitete ihre Ideen. Der Erdgas- und Ölboom im Zentrum und mittleren Osten von Indiana mit seinem Mittelpunkt in Trenton führte seit 1880 zur weiteren industriellen Entwicklung. Allerdings entwich ein großer Teil des Erdgases ungenutzt, so dass die Förderung bereits seit etwa 1910 zurückging. Im frühen 20. Jahrhundert wurde Indiana auch zu einem stahlproduzierenden Staat; der Norden und die Mitte des Staates wurden Teil des Manufacturing Belt. Haynes Automobile Company, die erste national erfolgreiche automobilproduzierende Firma, war in Kokomo bis 1925 tätig. Der Indianapolis Motor Speedway wurde 1909 fertiggestellt.
Während der 1930er Jahre war Indiana, wie der Rest der Nation, von der Great Depression betroffen. Die Verstädterung ging zurück und auch die Auswirkungen der Dust Bowl trafen Indiana. Gouverneur Paul V. McNutts Verwaltung kümmerte sich um den Ausbau eines Wohlfahrtssystems. McNutt beendete die Prohibition und führte die Einkommensteuer ein. Er erklärte mehrmals das Kriegsrecht, um Streiks zu unterdrücken. Der Zweite Weltkrieg brachte wieder einen Wirtschaftsaufschwung in Indiana. Produziert wurden Stahl, Nahrungsmittel und weitere Güter. Etwa zehn Prozent der Einwohner dienten in den Streitkräften. Indiana stellte 4,5 Prozent der von der Armee verwendeten Güter (Platz 8 der 48 Staaten). Dieser Aufschwung der Produktion beendete die Auswirkungen der Great Depression.
Mit dem Ende des Zweiten Weltkriegs war der Stand der Produktion vor der Great Depression wieder erreicht. Industrieunternehmen wurden zum Hauptarbeitgeber. In den 1950er und 1960er Jahren nahm die Urbanisierung zu und die Städte wuchsen. Auto-, Stahl- und Pharmazeutische Industrie waren die wichtigsten Sektoren. Indianas Bevölkerung wuchs kontinuierlich, bis sie 1970 fünf Millionen überschritt.
In Indianas Schulen wurde 1949 die Rassentrennung aufgehoben. 1950 war die Bevölkerung zu 95,5 % weiß und zu 4,4 % schwarz. Die Ölkrise 1973 führte zu einem Auftrags- und Produktionsrückgang bei der Automobil- und Automobilzuliefererindustrie. Delco Electronics und Delphi bauten über einen langen Zeitraum Arbeitsplätze ab. Dies betraf die Standorte in Anderson, Muncie und Kokomo. Dieser Trend hielt bis in die 1980er Jahre an, als die Wirtschaft sich durch Diversifikation vorübergehend erholte. Der Norden und Teile des mittleren Indiana gehören heute zum Rust Belt der USA.

## Politik

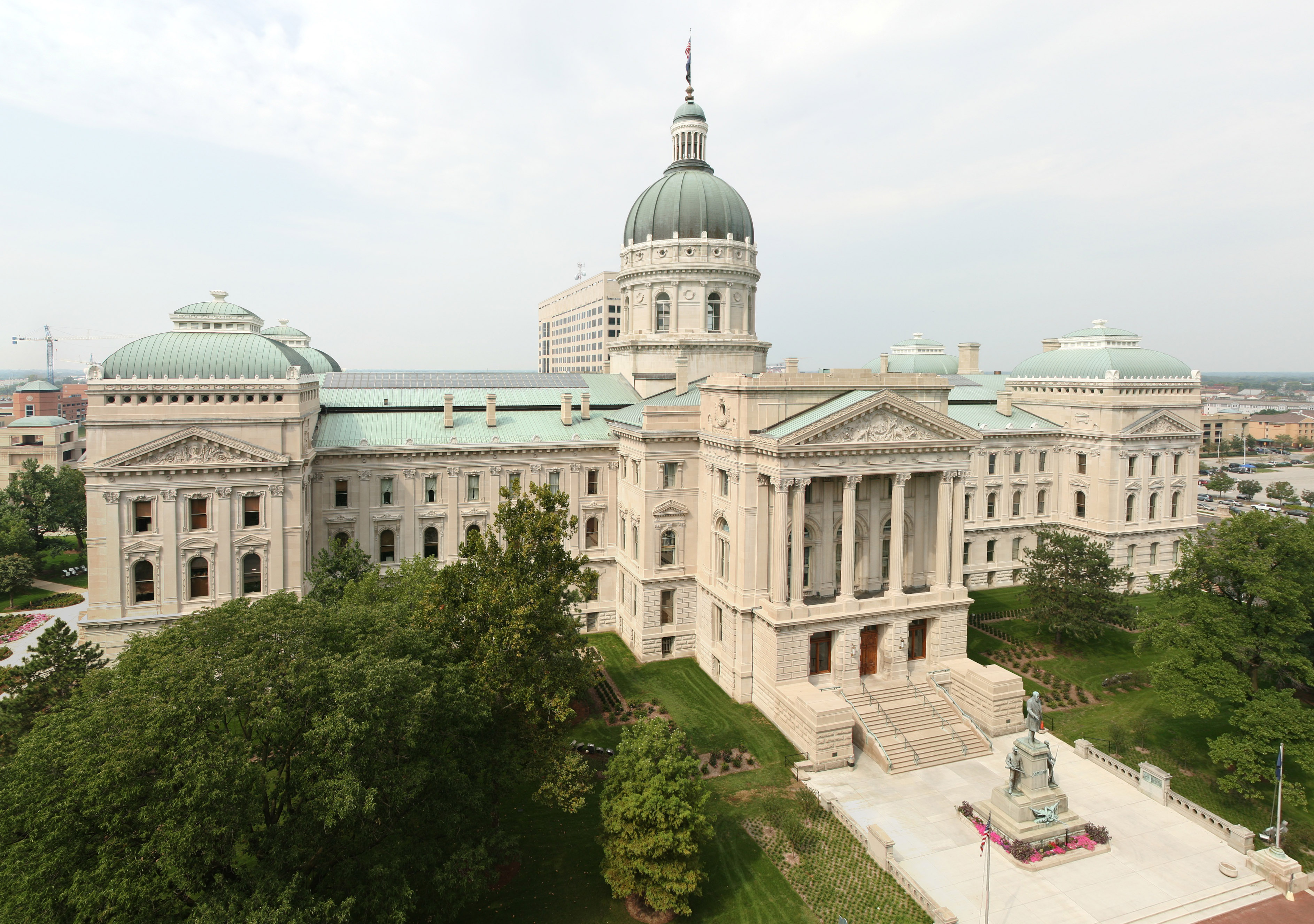
Indiana Statehouse (2008)

Indiana ist eine der Hochburgen der Republikaner: ein typischer Red State im mittleren Westen der USA, geprägt von Landwirtschaft und ländlich-kleinstädtischer Siedlungsstruktur. Der Bevölkerungsanteil der Weißen ist mit 86 Prozent hoch und entspricht etwa den Nachbarstaaten Ohio (83) und Wisconsin (88), jedoch zeichnet sich die Bevölkerung des Bundesstaats durch eine gewisse kulturelle Abschottung aus. Im Gegensatz zu den meisten Staaten des Mittleren Westens wurde Indiana nicht vom Osten, sondern vorwiegend von den Südstaaten aus besiedelt, was die politische und soziale Ausrichtung bis heute beeinflusst. Die Demokraten verfügen über stärkere Zentren nur in den Industriestädten am Lake Michigan und in Indianapolis. Die Republikaner sind insbesondere in den bevölkerungsreichen Vorstädten von Indianapolis 
im Zentrum des Bundesstaats stark, die in den sogenannten Donut-Countys wie Hamilton County liegen. Der Nordosten des Staates ist von der Christlichen Rechten geprägt. Unter den Republikanern des Bundesstaats gibt es eine gesellschaftspolitisch eher moderate Strömung, für die der frühere Gouverneur Mitch Daniels und der frühere Senator Richard Lugar stehen, und eine konservative, von der Tea-Party-Bewegung und einer politischen Konfrontation geprägte Richtung, deren Anführer Mike Pence ist. Im schwach entwickelten, ländlichen Südteil Indianas hatten die Demokraten lange eine weitere Hochburg gehabt, wo sie als Anwalt der kleinen Leute gegolten hatten; im Zuge der Angleichung regionaler Parteihochburgen an nationale Trends in der Präsidentschaft Barack Obamas erhielt dieses
konservativ geprägte Gebiet republikanisches Übergewicht.
| Jahr | Republikaner     | Demokraten       |
| ---- | ---------------- | ---------------- |
| 2024 | 58,4 % 1.720.347 | 39,5 % 1.163.603 |
| 2020 | 57,0 % 1.729.519 | 41,0 % 1.242.416 |
| 2016 | 56,8 % 1.557.286 | 37,9 % 1.033.126 |
| 2012 | 54,1 % 1.420.543 | 43,9 % 1.152.887 |
| 2008 | 48,9 % 1.345.648 | 50,0 % 1.374.039 |
| 2004 | 59,9 % 1.479.438 | 39,3 % 0.969.011 |
| 2000 | 56,7 % 1.245.836 | 41,0 % 0.901.980 |
| 1996 | 47,1 % 1.006.693 | 41,6 % 0.887.424 |
| 1992 | 42,9 % 0.989,375 | 36,8 % 0.848.420 |
| 1988 | 59,8 % 1.297.763 | 39,7 % 0.860.643 |
| 1984 | 61,7 % 1.377.230 | 37,7 % 0.841.481 |
| 1980 | 56,0 % 1.255.656 | 37,7 % 0.844.197 |
| 1976 | 53,3 % 1.183.958 | 45,7 % 1.014.714 |
| 1972 | 66,1 % 1.405.154 | 33,3 % 0.708.568 |
| 1968 | 50,3 % 1.067.885 | 38,0 % 0.806.659 |
| 1964 | 43,6 % 0.911.118 | 56,0 % 1.170.848 |
| 1960 | 55,0 % 1.175.120 | 44,6 % 0.952.358 |

Die republikanische Dominanz zeigt sich insbesondere bei Präsidentschaftswahlen. Selbst Franklin D. Roosevelt konnte in Indiana nur 1932 und 1936 gewinnen. Nach ihm schafften dies als Präsidentschaftsbewerber der Demokraten nur noch Lyndon B. Johnson 1964 und Barack Obama 2008, der den Nachbarbundesstaat seiner Heimat Illinois mit 0,9 % Stimmenvorsprung gewann. Im Electoral College der Präsidentschaftswahl verfügt Indiana derzeit über 11 Stimmen.
Im Senat der Vereinigten Staaten wird Indiana von den beiden Republikanern Todd Young und Jim Banks vertreten. In das Repräsentantenhaus des 119. Kongresses entsendet der Staat sieben republikanische und zwei demokratische Abgeordnete.
Der von 2013 bis 2017 amtierende Gouverneur des Bundesstaates Mike Pence war von 2017 bis 2021 Vizepräsident der Vereinigten Staaten. Sein Nachfolger als Gouverneur war sein früherer Vizegouverneur, der Republikaner Eric Holcomb. Seit 2025 ist Mike Braun Gouverneur von Indiana.

### Gouverneure
- Liste der Gouverneure von Indiana
- Liste der Vizegouverneure von Indiana

### Kongress
- Liste der Kongressabgeordneten aus Indiana
- Liste der US-Senatoren aus Indiana

### Mitglieder im 119. Kongress
|  | Name                | Mitglied seit | Parteizugehörigkeit |
|  | ------------------- | ------------- | ------------------- |
|  | Frank John Mrvan    | 2021          | Demokrat            |
|  | Rudy Yakym          | 2022          | Republikaner        |
|  | Marlin Stutzman     | 2025          | Republikaner        |
|  | James Richard Baird | 2019          | Republikaner        |
|  | Victoria Spartz     | 2021          | Republikaner        |
|  | Jefferson Shreve    | 2025          | Republikaner        |
|  | André Carson        | 2008          | Demokrat            |
|  | Mark Messmer        | 2025          | Republikaner        |
|  | Erin Houchin        | 2023          | Republikaner        |

|  | Name                   | Mitglied seit | Parteizugehörigkeit |
|  | ---------------------- | ------------- | ------------------- |
|  | Jim Banks              | 2025          | Republikaner        |
|  | Todd Christopher Young | 2017          | Republikaner        |

## Bevölkerung

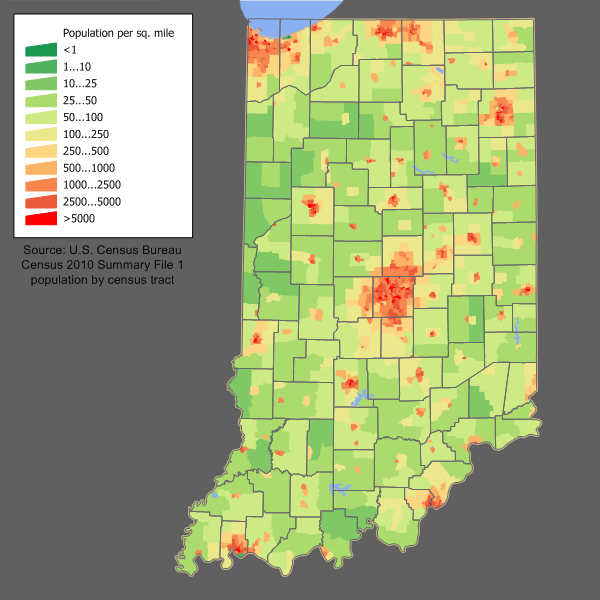
Bevölkerungsdichte

Indiana hat 6.483.802 Einwohner (Stand: 2010), davon sehen sich 81,5 % als Weiße, 9,1 % als Schwarze oder Afroamerikaner, 6,0 % als Hispanics oder Latinos, 1,6 % als asiatische Amerikaner und 0,3 % als Indianer. Stetige Zuwanderung erfolgt vor allem aus Asien und Lateinamerika.
Indiana ist ein Staat mit geringer Urbanisierung und daher vorwiegend Kleinstädten und Mittelzentren. Die größte Stadt und zugleich Hauptstadt ist Indianapolis, wo alljährlich eines der berühmtesten Autorennen der Welt, die sogenannten Indy 500, stattfindet.

### Abstammung
Das American Community Survey von 2014 ergab, dass die Deutschstämmigen mit 24,0 % der Bevölkerung die größte Abstammungsgruppe stellen, gefolgt von den Irischstämmigen (11,9 %), „Amerikanischstämmigen“ (9,6 %) und den Englischstämmigen (8,4 %).

### Religionen
Die mitgliederstärksten Religionsgemeinschaften im Jahre 2000 waren die katholische Kirche mit 836.009 und die United Methodist Church mit 288.308 Anhängern.

### Bildung
Die wichtigsten staatlichen Hochschulen sind in dem Indiana University System mit Hauptstandort in Bloomington und dem Purdue University System mit Hauptstandort in West Lafayette zusammengefasst. Weitere staatliche Hochschulen sind die Ball State University und die Indiana State University. Die bekannteste private Hochschule ist die University of Notre Dame. Weitere Universitäten sind in der Liste der Universitäten in Indiana verzeichnet.

### Größte Städte
| Ort          |              |  |         | Einwohner |
| Indianapolis | Indianapolis |  | 887.642 | 887.642   |
| Fort Wayne   | Fort Wayne   |  | 263.886 | 263.886   |
| Evansville   | Evansville   |  | 117.298 | 117.298   |
| South Bend   | South Bend   |  | 103.453 | 103.453   |
| Carmel       | Carmel       |  | 99.757  | 99.757    |
| Fishers      | Fishers      |  | 98.977  | 98.977    |
| Bloomington  | Bloomington  |  | 79.168  | 79.168    |
| Hammond      | Hammond      |  | 77.879  | 77.879    |
| Lafayette    | Lafayette    |  | 70.783  | 70.783    |
| Noblesville  | Noblesville  |  | 69.604  | 69.604    |
| Gary         | Gary         |  | 69.093  | 69.093    |
| Muncie       | Muncie       |  | 65.194  | 65.194    |
| Greenwood    | Greenwood    |  | 63.830  | 63.830    |
| Kokomo       | Kokomo       |  | 59.604  | 59.604    |
| Terre Haute  | Terre Haute  |  | 58.389  | 58.389    |
| Census 2020  |              |  |         |           |

## Wirtschaft und Infrastruktur

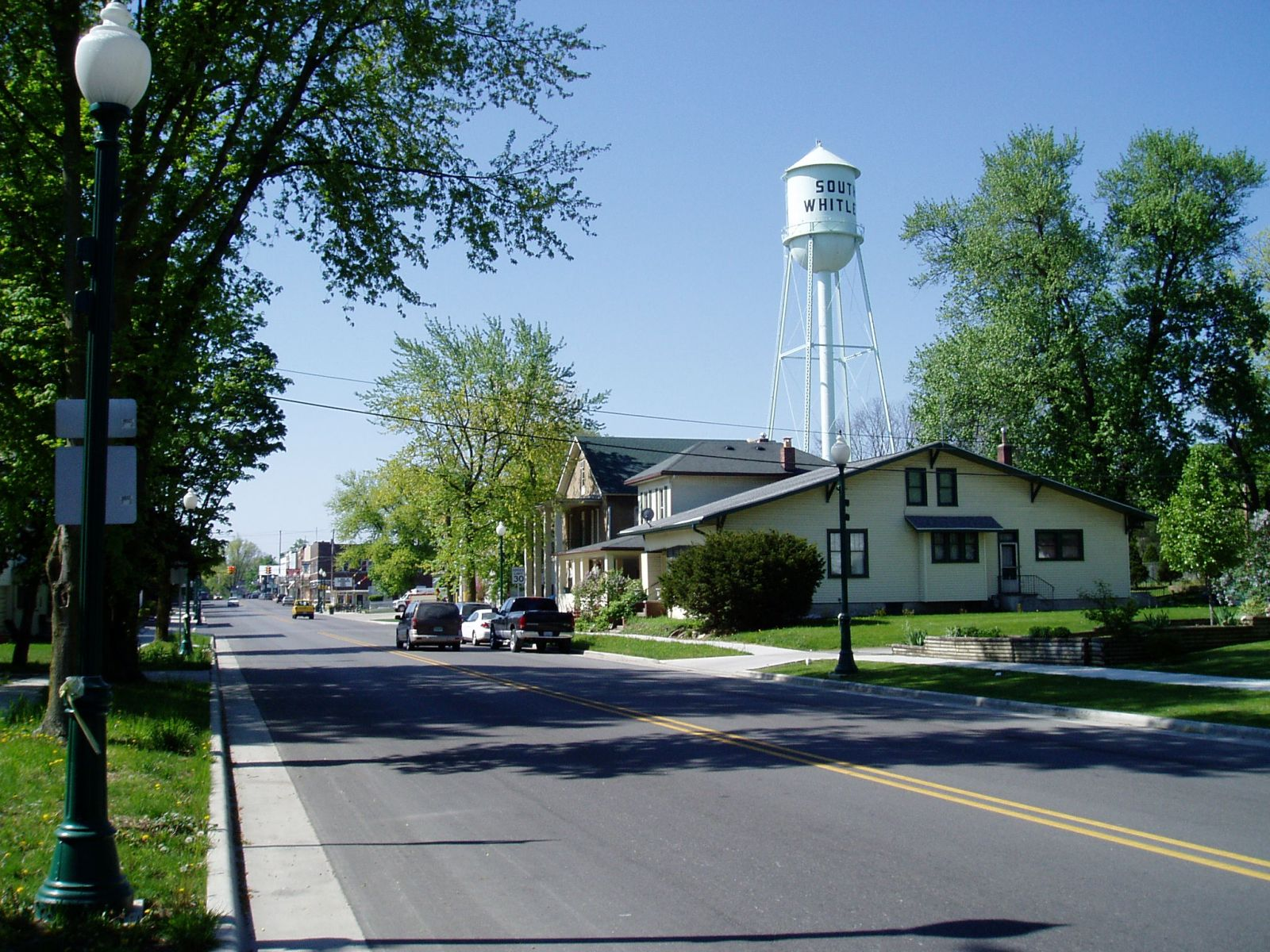
Typisch für den Mittleren Westen: Die Kleinstadt South Whitley mit Main Street und Wasserturm (2005)

Das reale Bruttoinlandsprodukt pro Kopf (engl. per capita real GDP) lag im Jahre 2016 bei USD 51.546 (nationaler Durchschnitt der 50 US-Bundesstaaten: USD 57.118; nationaler Rangplatz: 28). Die Arbeitslosenrate lag im November 2017 bei 4,9 % (Landesdurchschnitt: 4,1 %).
Indianas wichtigster Wirtschaftssektor ist die Landwirtschaft. Die wichtigsten landwirtschaftlichen Produkte des Staates sind Mais, Sojabohnen, Weizen, Tabak, Schweine, Rinder, Molkereiprodukte und Eier. Indiana zählt zum sogenannten Maisgürtel (Corn Belt) der USA. Zu seinen industriellen Produkten zählen Stahl, Elektronik, Logistikausrüstung, chemische Erzeugnisse, raffiniertes Öl, Kohleerzeugnisse und Maschinenbau.

## Sport
In Indiana liegt der Indianapolis Motor Speedway. Dort wird das Rennen Indianapolis 500 oder Indy 500 seit dem 30. Mai 1911 veranstaltet und ist somit eines der ältesten und traditionsreichsten Rundstrecken-Autorennen der Welt. Es ist seit 1996 der Höhepunkt im Rennkalender der IndyCar Series. Drei Profisportteams aus den obersten Ligen stammen aus Indiana. Dies sind die Indianapolis Colts (Football – NFL), die Indiana Pacers (Basketball – NBA) sowie die Frauen von Indiana Fever (Basketball – WNBA). Im Eishockey ist das Team von Indiana Ice in der Juniorenliga USHL vertreten. An Collegesportsteams bekannt sind die Teams des Indiana Hoosiers men’s Basketball, Purdue University Boilermakers, und die Notre Dame Fighting Irish.

## Kultur und Sehenswürdigkeiten

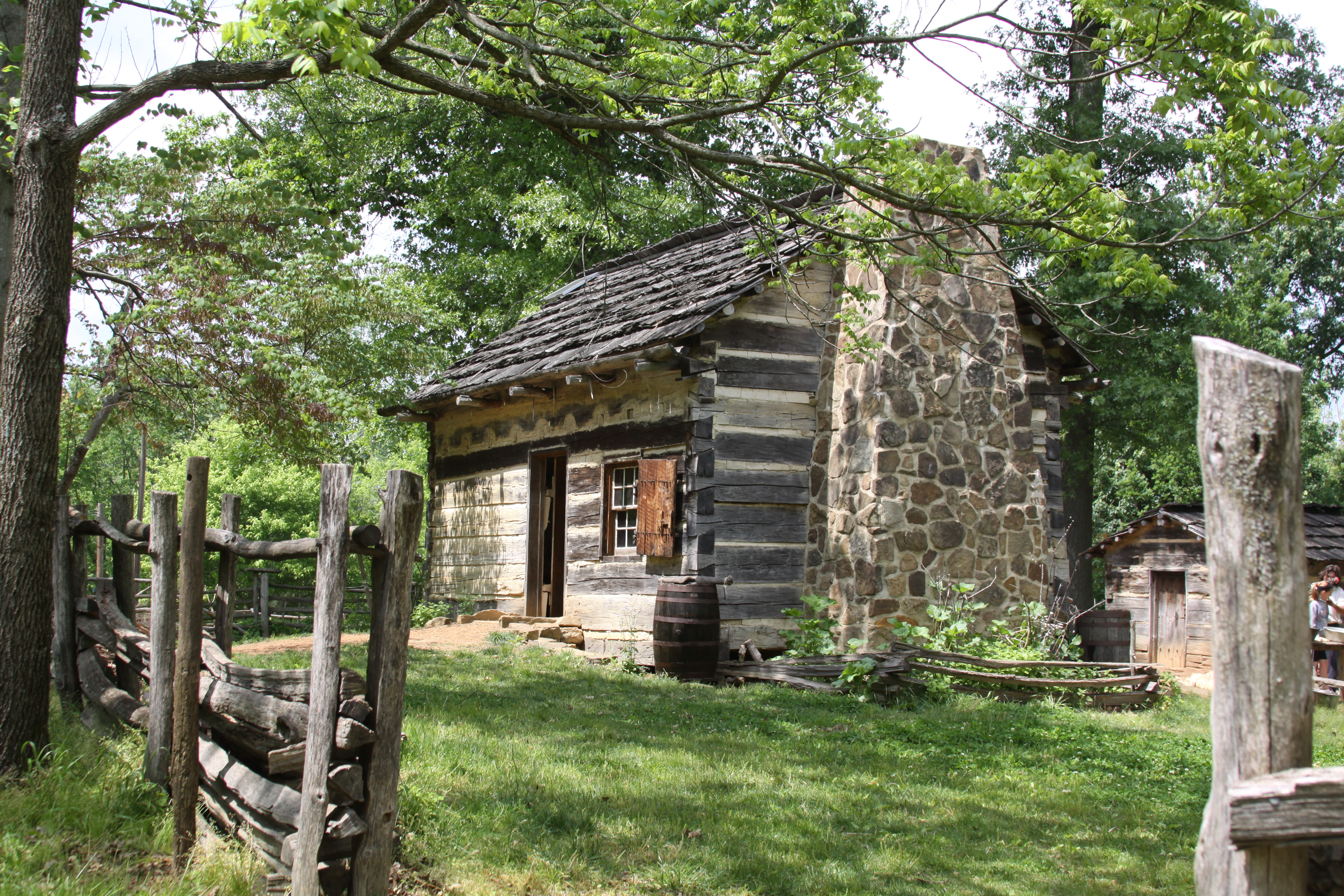
Blockhütte im Lincoln Boyhood National Memorial (2012)

Der National Park Service führt für Indiana einen Nationalpark, einen National Historical Park und ein National Memorial:
- George Rogers Clark National Historical Park
- Indiana-Dunes-Nationalpark
- Lincoln Boyhood National Memorial

Des Weiteren gibt es in Indiana 30 National Natural Landmarks, 42 National Historic Landmarks sowie 1903 Bauwerke und Stätten, die im National Register of Historic Places eingetragen sind (Stand 30. September 2017).

## In Kunst und Kultur
Neben dem Staatslied ist Back Home Again in Indiana das bekannteste Lied, mit dem Indiana in Verbindung gebracht wird. Es fand beim Autorennen Indianapolis 500 Verwendung und wurde zu einem bekannten Jazzstandard durch die Aufnahmen der Original Dixieland Jass Band, später von Red Nichols, Lester Young und anderen.